# Liste des évêques de Mangochi
La préfecture apostolique de Fort Johnston (aujourd'hui Mangochi, au Malawi), est créée le 29 mai 1969 par détachement de l'évêché de Zomba.
Elle est érigée en évêché et change de dénomination le 17 septembre 1973 pour devenir l'évêché de Mangochi (Dioecesis Mangociensis).

## Préfet apostolique
- 3 octobre 1969-17 septembre 1973 : Alessandro Ier Assolari, préfet apostolique de Fort Johnston.

## Évêques
- 17 septembre 1973 - 20 novembre 2004 : Alessandro Ier Assolari, promu évêque de Mangochi.
- 20 novembre 2004 - † 8 mars 2005 : Luciano Nervi
- 8 mars 2005 - 3 avril 2007 : siège vacant
- 3 avril 2007 - 6 décembre 2013[1] : Alessandro II Pagani
- depuis le 6 décembre 2013[1] : Montfort Stima (de)[2]

## Sources
- L'ANNUAIRE PONTIFICAL, sur le site http://www.catholic-hierarchy.org, à la page